# Playa de la Casería
La Playa de Caño Herrera y la Playa de la Casería o Playa de la Casería de Ossio, situada en San Fernando (Cádiz, Andalucía, España), es una playa de fango y poco arenosa tras la construcción en 1969 del puente Carranza donde en su cimentación queda frenada la arena impidiendo ser arrastrada por las corrientes marinas a la orilla de la playa, que se encuentra al noroeste del municipio, bañada por aguas de la bahía de Cádiz. Es un punto muy frecuentado por los pescadores y por los bañistas de su ciudad.

## Situación
La playa de la Casería se encuentra al noroeste del término de San Fernando, bañada por las aguas de la bahía de Cádiz. La playa se extiende desde las cercanías del Arsenal de la Carraca (desembocadura del caño de las Astillas) hasta Punta Cantera, comprendiendo lo que es la ensenada de Ossio.
La playa de la Casería y la playa de Caño Herrera (a la altura de Bahía sur) ha perdido mucha arena desde la construcción en el año 1969 del puente Ramón de Carranza, pues la cimentación de éste impide el paso de la arena y su regeneración natural por las mareas. Por tal motivo ambas playas necesitarían una regeneración de arena por parte de Medio Ambiente.

## Construcciones

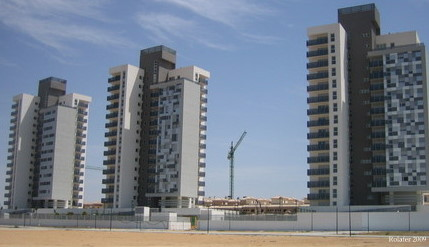
Torres de la Casería

Dentro de la playa propiamente dicha, existen una serie de casas de latas, que han sido habilitadas como bares donde se sirven los productos de la bahía. Muy próxima a la playa se levantan las tres Torres de la Casería de Ossio, que con 16 plantas de altura, son las mayores construcciones de San Fernando y una de las mayores de la bahía gaditana. Estas torres se encuentran dentro de la barriada de la Casería de Ossio, que está separada del resto de la ciudad por una vía férrea y por la carretera N-IV.
La Playa de Caño Herrera se encuentra cerca de la Playa de la Casería en su zona Sur.

## Bandera negra
Debido a la construcción de las tres torres de la Casería de Ossio (más 4 proyectadas), la organización Ecologistas en Acción, ha dado a esta playa la denominación de Bandera negra, porque, según la organización, la construcción de las torres ocasiona una pérdida de calidad ambiental del litoral. Muchos ciudadanos también han mostrado su indignación con este atentado contra el paisaje de la Bahía de Cádiz.

Esta playa en la década del 30 era hermosa, arenas blancas y el azul de las aguas de la Bahia de Cádiz, daban el marco feliz para que las familias de La Isla se bañaran y disfrutaran del hermoso entorno, mamá siempre me cuenta de la Playa de la Caseria en esos años, de los pescadores, de la Carraca, se llegaba a ella atrevés de un puente flotante, llamado los bombos, que se retiraban para permitir el ingreso y el egreso de buques del astillero[cita requerida].